# Halodule

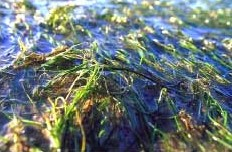
Halodule sp.

Halodule Endl. – rodzaj traw morskich należący do rodziny bałwanicowatych (Cymodoceaceae), obejmujący 6 gatunków występujących w klimacie zwrotnikowym i podzwrotnikowym.
Nazwa naukowa rodzaju pochodzi od greckich słów χαλος (halos – sól) i δούλος (doulos – niewolnik).

## Zasięg geograficzny
Trawy morskie z rodzaju Halodule występują wzdłuż wybrzeży Afryki (od Egiptu do KwaZulu-Natal, Seszeli i Madagaskaru oraz Mauretanii, Senegalu i Angoli), Azji (Izrael, Iran, Zatoka Perska, Półwysep Arabski, Chiny, Riukiu, Tajwan, subkontynent indyjski, Sri Lanka, Andamany, Nikobary, Indochiny, Azja Południowo-Wschodnia, Papua-Nowa Gwinea), Australii (Queensland i Australia Zachodnia), Oceanii (Fidżi, Nowa Kaledonia, Tonga, Karoliny, Mariany), południowo-wschodnich Stanów Zjednoczonych, Meksyku, Karaibów oraz Ameryki Południowej (od Belize i Kostaryki do Wenezueli, a także wschodniej Brazylii).

## Morfologia
Trawy morskie o rozgałęzionych kłączach, ukorzeniających się w węzłach, tworzących wzniesione pędy z 2 łuskami u nasady i 1–4 liśćmi właściwymi, naprzeciwległymi, spłaszczonymi, równowąskimi, trójżyłkowymi o przywierzchołkowo ząbkowanych marginesach, tworzącymi spłaszczone, uszkowate i języczkowate pochwy liściowe. Kwiaty  pojedyncze i wierzchołkowe, jednopłciowe. Kwiaty męskie złożone z 2 siedzących główek pręcika, położonych na różnej wysokości. Kwiaty żeńskie niemal siedzące, z bardzo długimi szyjkami słupka. Owoce bocznie spłaszczone, dzióbkowate, niełupkopodobne.

## Biologia i ekologia
RozwójWieloletnie, wodne geofity (hydrogeofity), wodopylne. Kwiaty żeńskie wyrastają w podłożu, jedynie wydłużone szyjki słupka wynoszą znamię ponad powierzchnię wody w czasie odpływu. Owoce pozostają w podłożu aż do czasu dojrzenia.
SiedliskoStrefy litoralne oceanów i mórz, na różnych podłożach.

## Systematyka
Pozycja rodzaju według Angiosperm Phylogeny Website (aktualizowany system APG IV z 2016)Rodzaj należy do rodziny bałwanicowatych (Cymodoceaceae Vines), rzędu żabieńcowców (Alismatales Dumort.), w kladzie jednoliściennych (monocots).
Gatunki
- Halodule bermudensis Hartog
- Halodule ciliata (Hartog) Hartog
- Halodule emarginata Hartog
- Halodule pinifolia (Miki) Hartog
- Halodule uninervis (Forssk.) Boiss.
- Halodule wrightii Asch.

## Zagrożenie i ochrona
Wszystkie gatunki Halodule zostały ujęte w Czerwonej księdze gatunków zagrożonych ze stasutem LC (mniejszej troski) lub DD (zagrożenie nieoszacowane). Rośliny te są zagrożone, jak inne trawy morskie, przez działalność człowieka w strefie przybrzeżnej oceanów.